# Erik Bertner
Erik Bertner, född 1 augusti 1902 i Frederiksberg, död 25 juni 1986, var en dansk skådespelare och sångare.

## Filmografi
Enligt Internet Movie Database och Svensk filmdatabas:
- 1925 – Greve Gustavssons galenskaper
- 1925 – Vem bär skulden?
- 1926 – Klovnen
- 1927 – En perfekt gentleman
- 1930 – Rosen (kortfilm)
- 1933 – Farmors revolution